# Euploea redtenbacheri
Euploea redtenbacheri är en fjärilsart som beskrevs av Felder 1865. Euploea redtenbacheri ingår i släktet Euploea och familjen praktfjärilar. Inga underarter finns listade i Catalogue of Life.